# 886

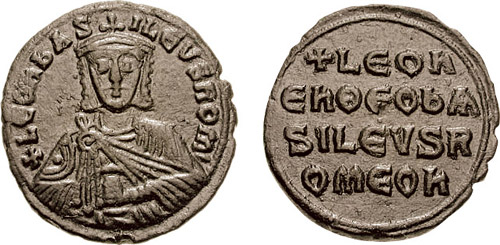
Keizer Leo VI van Byzantium (866 - 912)

Het jaar 886 is het 86e jaar in de 9e eeuw volgens de christelijke jaartelling.

## Gebeurtenissen

### Byzantijnse Rijk
- 29 augustus - Keizer Basileios I overlijdt aan zijn verwondingen die hij heeft opgelopen na de jacht. Hij wordt opgevolgd door zijn 19-jarige zoon Leo VI als heerser van het Byzantijnse Rijk.
- Leo VI, een nauwgezet organisator, begint met de codificatie van de 60 wetboeken (genaamd Basilica) die de basis van het Byzantijnse recht vormen, maar ook voor latere rechtsstelsels.

### Brittannië
- Koning Alfred de Grote herovert Londen op de Deense Vikingen. Hij sluit met Guthrum een nieuw vredesverdrag (waarin Mercia en Kent worden ingelijfd) en maakt afspraken over handel.

### Europa
- Beleg van Parijs: Graaf Odo roept de hulp in van keizer Karel de Dikke. Hij arriveert met een Frankisch ontzettingsleger en omsingelt het belegerde Parijs, maar gaat niet over tot actie.
- Karel de Dikke begint onderhandelingen met de Vikingen en biedt ze geld (Danegeld) aan om de belegering af te breken. Hij geeft ze toestemming om in Bourgondië te overwinteren.

## Religie
- Het glagolitische alfabet ontworpen door de Byzantijnse monniken Cyrillus en Methodius wordt geïntroduceerd in het Bulgaarse Rijk. De Slavische taal verspreidt zich over de Balkan.

## Geboren
- Wigerik, graaf en stamvader van het Huis Ardennen

## Overleden
- 9 maart - Abu Ma'shar al-Balkhi (98), Arabisch astroloog
- 16 april - Jocelin van Parijs, Frankisch bisschop
- 12 juli - Ansbald van Prüm, Frankisch monnik en abt
- 28 augustus - Hendrik van Babenberg, Frankisch markgraaf
- 29 augustus - Basileios I (59), keizer van het Byzantijnse Rijk
- Mohammed I (63), Arabisch emir van Córdoba